# Solanum placitum
Solanum placitum är en potatisväxtart som beskrevs av Conrad Vernon Morton. Solanum placitum ingår i släktet skattor som ingår i familjen potatisväxter. Inga underarter finns listade i Catalogue of Life.